# Baitullah Mehsud
Baitullah Mehsud (1974 - 5 août 2009 ou 23 août 2009) est un chef de guerre pakistanais et l'un des plus puissants chefs talibans de tout le Pakistan. Il dirigeait le groupe Tehrik-e-Taliban Pakistan. Mehsud a été tué en août 2009 par un drone de l'Administration américaine.
Il vivait au Waziristan du Sud d'où il supervisait l'entraînement de moudjahidines, planifiait des attentats et participait à la guerre opposant le Pakistan aux Taliban. Les autorités pakistanaises et la CIA lui attribuent l'assassinat de Benazir Bhutto.
Les États-Unis offraient une récompense de cinq millions de dollars américains pour sa mort ou sa capture, tandis le Pakistan promettait une prime de 615 000 dollars.
Il est ciblé à sept reprises par des drones américains. Frappes qui ont provoqué la mort de 164 civils.

## Biographie
Il naît en 1974 à Landi Dhok dans le district de Bannu, au Nord-Ouest du Pakistan. Fils d'un prêcheur musulman sunnite, il appartient à la tribu Mehsud, l'une des quatre familles du Waziristan. 
Sa jeunesse est méconnue. N'ayant jamais fréquenté l'école publique, il suit de brèves études religieuses au sein d'une madrassa de Miranshah. Il aurait été pendant un temps professeur de gymnastique.
Au cours des années 1990, il voyage en Afghanistan et combat aux côtés des Talibans afghans lors de la guerre civile. À cette occasion, il est approché par leur chef spirituel, le mollah Omar. En 2001, après l'invasion américaine et la prise de Kaboul, Baitullah Mehsud contribue à protéger la fuite de ses alliés. 
En juin 2004, à la suite de la mort de Nek Mohammed, chef de guerre charismatique tué lors d'une frappe aérienne américaine au Sud-Waziristan, Baitullah Mehsud reçoit le commandement de la région par le mollah Omar, mais entre en conflit avec Abdullah Mehsud, ex-détenu de Guantanamo, pour la direction des Talibans pakistanais. Baitullah impose rapidement la charia dans les villages sous sa domination, fermant et incendiant des écoles, interdisant aux femmes de s'instruire et prohibant la musique et les vidéos. Il était réputé envoyer un linceul, du fil et des aiguilles à ceux qu'il comptait faire exécuter dans les 24 heures. En raison de ses méthodes brutales et de sa cruauté, Baitullah Mehsud acquiert la réputation d'un être macabre et sanguinaire.
« C’est un homme épouvantable, qui représente un grand danger pour le Pakistan et l’Afghanistan, même si ses menaces contre le territoire américain ne sont pas étayées », selon les propos de Richard Holbrooke, envoyé spécial américain au Sud-Waziristan. 
Le 8 février 2005, un cessez-le-feu est signé entre les Talibans et des émissaires gouvernementaux pour la cessation des combats dans les zones tribales du Sud-Waziristan[réf. nécessaire]. Au retrait des militaires pakistanais, Baitullah Mehsud s'engage à ne plus attaquer les troupes gouvernementales et promet de ne fournir aucune aide aux talibans afghans et à la nébuleuse Al-Qaïda. L'accord est cependant rompu cinq mois plus tard, Mehsud accusant le général-président Pervez Musharraf de ne pas tenir ses engagements. Les attaques de son groupe reprennent. 
Les forces sous le commandement de Baitullah Mehsud se chiffrent à environ 20 000 hommes.

### Ascension à la tête du Tehrik-e-Taliban Pakistan
De 2006 à 2007, Baitullah se radicalise de plus en plus et forme des unités de contre-espionnage en vue d'éliminer les « infidèles », les chefs de tribus modérés, les sympathisants au régime d'Islamabad et les espions à la solde des services de renseignements américains.  
En juillet 2007, le siège et la chute de la Mosquée Rouge (Lal Masjid), repaire d'islamistes radicaux implanté au cœur d'Islamabad, déclenche une vague d'attentats-suicides dans tout le pays. Répondant favorablement à l'appel au djihad du docteur Ayman al-Zaouahiri, lieutenant d'Oussama ben Laden et éminent chef d'Al-Qaïda, Baitullah Mehsud s'autoproclame émir du groupe Tehrik-e-Taliban Pakistan avec lequel sa tribu avait fait alliance. Il déclare la guerre au régime de Pervez Musharraf et se révèle au monde à travers les médias.
Très discret, les clichés de Baitullah Mehsud sont rares, ce dernier refusant de se laisser photographier. Lors d'interviews, son visage est toujours dissimulé. Les images révèlent néanmoins un homme de petite taille (1,55 m), aux cheveux longs et à la barbe drue.  
Le 24 juillet 2007, la mort d'Abdullah Mehsud, tué au cours d'un raid mené dans la province du Baloutchistan, met fin à la rivalité qui opposait les deux hommes. 
Baitullah Mehsud étend son influence à d'autres districts tribaux au Waziristan du Nord, notamment à Bajaur.

### Assassinat de Benazir Bhutto (27 décembre 2007)
Le 27 décembre 2007, Benazir Bhutto, ex-premier ministre (1988-1990 et 1993-1996) et chef de file du Parti du peuple pakistanais, est assassinée lors d'une réunion de son parti dans un parc de Rawalpindi, au sud d'Islamabad.
Bien que la CIA et le gouvernement pakistanais attribuent l'attentat à Baitullah Mehsud, ce dernier aurait démenti les accusations dont il faisait l'objet, alors que les autorités pakistanaises affirment avoir intercepté un appel téléphonique de Baitullah Mehsud félicitant l'un de ses hommes après l'attentat. 

### Rumeur de décès (septembre 2008)
Le 30 septembre 2008, de nombreuses sources annoncent la mort du chef du Tehrik-e-Taliban Pakistan des suites de complications rénales dues au diabète. Il s'avéra plus tard que cette rumeur était fausse, plusieurs commandants proches de Mehsud ayant réfuté l'annonce de son décès.

### Attentat de Lahore et opérations au Sud-Waziristan (février-août 2009)
Depuis fin 2008, les talibans de Mehsud étendent leur influence au district de la vallée de Swat. Le territoire est soumis dans sa quasi-totalité aux fondamentalistes dirigés par le Malauna Fazlullah. En février 2009, le gouvernement de la province de Khyber Pakhtunkhwa signe un nouveau cessez-le-feu avec les Talibans par l'intermédiaire du Malauna Soofi Mohammed, fondateur du Tehrik-e-Nifaz-e-Shariat-e-Mohammadi. Le gouvernement reconnaît les positions talibanes à l'intérieur du district de Swat et la création de tribunaux islamiques pour juger les habitants en vertu de la loi coranique.
Le 27 mars 2009, des sources révèlent que Baitullah Mehsud est entré en conflit avec Qari Zainuddin Mehsud (en), l'un de ses plus virulents détracteurs et successeur auto-proclamé d'Abdullah Mehsud, pour le contrôle du Waziristan.  Qari dénonçait notamment les attentats-suicides prônés par Baitullah, interdits par l'Islam et sa brutalité même envers ses propres miliciens.
Le 30 mars 2009, 12 islamistes attaquent une école de police à Lahore dans l'Est du pays, tuant 8 personnes dont deux civils. L'attaque est revendiquée par Baitullah Mehsud en représailles contre les frappes de drones américains au Sud-Waziristan. Il menace également les États-Unis, affirmant que son groupe planifierait un attentat sur le sol américain. 
Le 13 avril 2009, un homme armé de deux armes de poings fait irruption dans un centre d'aide aux immigrés de Binghamton, dans l'État de New York et abat 13 personnes avant de se donner la mort. Baitullah Mehsud revendique la responsabilité du massacre :
« J'endosse la responsabilité. Il s'agissait de mes hommes. Je leur ai donné l'ordre d'agir en représailles aux attaques des drones américains ». 
Néanmoins, il s'avéra que le tueur était un immigré vietnamien. De plus, le FBI ainsi que de nombreux hauts-responsables pakistanaises considèrent les propos de Mehsud peu crédibles, aucune explication des circonstances de l'attaque et de l'identité du meurtrier n'ayant été apportées. De plus, tout semble indiquer que l'homme a agi seul et sans aide. 
En mai 2009, les talibans ayant à nouveau rompu le traité de Swat en attaquant des villages aux alentours, le gouvernement d'Islamabad, pressé par l'administration Obama, déclare la guerre aux insurgés et promet de les chasser de Swat. 
L'armée pakistanaise entre dans la vallée de Swat, reprend Mingora, chef-lieu du district et inflige une défaite aux talibans qui se replient. Malgré la victoire, Islamabad envisage lancer une offensive sur le fief de Baitullah Mehsud au Sud-Waziristan. 
Le 23 juin 2009, Qari Zainuddin Mehsud est assassiné par l'un des hommes de Baitullah à Dera Ismail Khan.
Le même mois, Baitullah Mehsud reçoit plusieurs cadres et chefs militaires liés à Al-Qaïda. Le principal motif du conseil portait sur l'élargissement du territoire d'opération des Talibans pakistanais au-delà de la frontière afghane. Outre plusieurs chefs talibans afghans tels que Sirajuddin Haqqani, la délégation comptait de nombreux hauts-responsables de la nébuleuse terroriste Al-Qaïda ou de groupes considérés comme proches. Parmi eux, Abou Yahya al-Libi, porte-parole et l'un des principaux idéologues du mouvement et Abdul Haq al-Turkistani, islamiste d'origine ouïghoure et leader du Parti islamique du Turkestan.

## Décès
Le 6 août 2009, la presse annonce que Baïtullah est probablement mort au Pakistan, tué lors d'une frappe aérienne d'un drone Predator de la CIA ayant eu lieu la veille. Il s'avéra que cette frappe eut également comme conséquence le décès de sa deuxième femme ainsi que de ses deux gardes du corps. 
Selon la New American Foundation, il aurait été la cible en cours d'année d'une quinzaine de tirs de missiles, tuant entre 200 et 300 personnes, dont au moins un quart de civils, chiffres démentis par The Long War Journal (en) estimant les pertes civiles lors d'attaques de drones à 43 entre le 1er janvier et le 1er octobre. 
Quelque temps après l'annonce de son décès, différentes agences de nouvelles ont publié plusieurs photos inédites de Baitullah Mehsud.
Toutefois, le gouvernement pakistanais est resté prudent, certains commandants talibans ayant nié la mort de leur émir, affirmant qu'il se montrerait aux caméras rapidement. Cette promesse ne fut pas tenue.
L'attaque de drone du 5 août est suivie de représailles des chefs du TTP sur les membres de la famille du défunt. Le beau-père de Baitullah, Ikramuddin Mehsud, ainsi que sept membres de sa famille ont été exécutés, les extrémistes les soupçonnant d'avoir révélé des informations aux services de renseignements pakistanais, s'étonnant par ailleurs que ceux-ci soient sortis indemnes de l'attaque.  
Le 19 août 2009, Maulvi Omar, porte-parole du TTP capturé par les autorités, confirme la mort de Baitullah Mehsud.
Le 22 août 2009, Hakimullah Mehsud est promu nouvel émir du TTP. Le 25 août 2009, le nouveau chef des talibans pakistanais reconnaît et confirme la mort de Baitullah Mehsud, mettant fin aux rumeurs selon lesquelles il serait toujours en vie. Toutefois, il nie la version des autorités pakistanaises selon laquelle Mehsud serait mort lors d'une attaque de drone le 5 août 2009. Selon ses dires, l'ancien leader du TTP aurait survécu à l'explosion, mais serait décédé des suites de ses blessures dans la nuit du 23 août 2009. Ces propos ne peuvent être vérifiés de source indépendante.